# Élections provinciales néo-calédoniennes de 2009
Les élections provinciales de 2009 sont un scrutin territorial qui a eu lieu en Nouvelle-Calédonie le dimanche 10 mai. Elles ont eu pour but d'élire les assemblées des trois provinces de la Nouvelle-Calédonie (Sud, Nord et Îles Loyauté) qui servent ensuite à former le Congrès de la Nouvelle-Calédonie.  

## Organisation du scrutin
L'élection se fait au suffrage universel parmi les citoyens néocalédoniens, le corps électoral étant alors composé, de par la loi constitutionnelle du 23 février 2007 modifiant l’article 77 de la Constitution, sont les personnes résidant en Nouvelle-Calédonie depuis le 8 novembre 1998 au minimum et leurs enfants une fois atteints l'âge de la majorité. On parle de « corps électoral gelé »,.
Il y avait alors 135 932 inscrits sur cette liste électorale spéciale, soit 83 648 dans le Sud, 32 677 dans le Nord et 19 607 dans les Îles Loyauté. 18 206 inscrits de la liste générale (participant aux élections présidentielles, législatives, européennes et municipales, mais résidents dans l'archipel depuis une date ultérieure à 1998) sont exclus du scrutin. 
Le scrutin, à un seul tour, se déroulait à la proportionnelle plurinominale, selon la règle de la plus forte moyenne, dans chaque province, chaque liste devant dépasser la barre des 5 % des inscrits pour obtenir au moins 1 élu. Ensuite, proportionnellement au score, un certain nombre d'élus de chaque liste est choisi pour former le Congrès, l'institution délibérative et législative locale. 
Le nombre de sièges à pourvoir est :
- Assemblée de la Province Sud : 40 dont 32 siègent également au Congrès ;
- Assemblée de la Province Nord : 22 dont 15 au Congrès ;
- Assemblée de la Province des Îles Loyauté : 14 dont 7 au Congrès.

## Composition de chacune des quatre assemblées à la veille du scrutin

### Le Congrès
| Parti | Parti                      | Tendance              | Sièges | %    | Changement depuis 2004 |
| ----- | -------------------------- | --------------------- | ------ | ---- | ---------------------- |
|       | Rassemblement-UMP          | Anti-indépendantiste  | 13     | 24,1 | -3                     |
|       | Calédonie ensemble         | Anti-indépendantiste  | 12     | 22,2 | +12                    |
|       | UNI-FLNKS                  | Indépendantiste       | 8      | 14,8 | 0                      |
|       | Union calédonienne         | Indépendantiste       | 7      | 13   | 0                      |
|       | Avenir ensemble            | Anti-indépendantiste  | 4      | 7,4  | -12                    |
|       | Front national             | Anti-indépendantiste  | 2      | 3,7  | -2                     |
|       | MCF                        | Anti-indépendantiste  | 2      | 3,7  | +2                     |
|       | LKS                        | Indépendantiste       | 1      | 1,9  | 0                      |
|       | UC Renouveau               | Indépendantiste       | 1      | 1,9  | 0                      |
|       | FDIL ex-FCCI               | Indépendantiste       | 1      | 1,9  | +1                     |
|       | RPC                        | Anti-indépendantiste  | 1      | 1,9  | +1                     |
|       | LMD                        | Anti-indépendantiste  | 1      | 1,9  | +1                     |
|       | Dissidente Avenir ensemble | Indépendantiste       | 1      | 1,9  | +1                     |
|       | FCCI                       | Indépendantiste       | 0      | 0    | -1                     |
| Total | Total                      | Total                 | 54     | 100  | 0                      |
|       | Anti-indépendantistes      | Anti-indépendantistes | 35     | 64,8 | -1                     |
|       | Indépendantistes           | Indépendantistes      | 19     | 35,1 | +1                     |

### La province Sud
| Parti | Parti                       | Tendance              | Sièges | %    | Changement depuis 2004 |
| ----- | --------------------------- | --------------------- | ------ | ---- | ---------------------- |
|       | Calédonie ensemble          | Anti-indépendantiste  | 16     | 40   | +16                    |
|       | Rassemblement-UMP           | Anti-indépendantiste  | 13     | 32,5 | -3                     |
|       | Avenir ensemble             | Anti-indépendantiste  | 3      | 7,5  | -16                    |
|       | Front national              | Anti-indépendantiste  | 3      | 7,5  | -2                     |
|       | MCF                         | Anti-indépendantiste  | 2      | 5    | +2                     |
|       | RPC                         | Anti-indépendantiste  | 1      | 2,5  | +1                     |
|       | Dissidente Avenir ensemble  | Indépendantiste       | 1      | 2,5  | +1                     |
|       | Dissident Rassemblement-UMP | Anti-indépendantiste  | 1      | 2,5  | +1                     |
| Total | Total                       | Total                 | 40     | 100  | 0                      |
|       | Anti-indépendantistes       | Anti-indépendantistes | 39     | 97,5 | -1                     |
|       | Indépendantistes            | Indépendantistes      | 1      | 2,5  | +1                     |

### La province Nord
| Parti | Parti                      | Tendance              | Sièges | %            | Changement depuis 2004 |
| ----- | -------------------------- | --------------------- | ------ | ------------ | ---------------------- |
|       | UNI-FLNKS : Palika RDO UPM | Indépendantiste       | 11 9 1 | 50 40,9 4,55 | 0                      |
|       | Union calédonienne         | Indépendantiste       | 7      | 31,8         | 0                      |
|       | Rassemblement-UMP          | Anti-indépendantiste  | 3      | 13,65        | 0                      |
|       | Avenir ensemble            | Anti-indépendantiste  | 1      | 4,55         | 0                      |
| Total | Total                      | Total                 | 22     | 100          | 0                      |
|       | Indépendantistes           | Indépendantistes      | 18     | 81,8         | 0                      |
|       | Anti-indépendantistes      | Anti-indépendantistes | 4      | 18,2         | 0                      |

### La province des îles Loyauté
| Parti | Parti                 | Tendance              | Sièges | %    | Changement depuis 2004 |
| ----- | --------------------- | --------------------- | ------ | ---- | ---------------------- |
|       | UC                    | Indépendantiste       | 4      | 28,6 | 0                      |
|       | LMD                   | Anti-indépendantiste  | 2      | 14,3 | +2                     |
|       | Palika                | Indépendantiste       | 2      | 14,3 | 0                      |
|       | LKS                   | Indépendantiste       | 2      | 14,3 | 0                      |
|       | UC Renouveau          | Indépendantiste       | 2      | 14,3 | 0                      |
|       | FDIL ex-FCCI          | Indépendantiste       | 2      | 14,3 | +2                     |
|       | Rassemblement-UMP     | Anti-indépendantiste  | 0      | 0    | -2                     |
|       | FCCI                  | Indépendantiste       | 0      | 0    | -2                     |
| Total | Total                 | Total                 | 14     | 100  | 0                      |
|       | Indépendantistes      | Indépendantistes      | 12     | 85,7 | 0                      |
|       | Anti-indépendantistes | Anti-indépendantistes | 2      | 14,3 | 0                      |

## Enjeux

### Division politique
Dix listes sont avancées en Province Sud (quatre de moins qu'en 2004, mais deux de plus qu'en 1999 et autant qu'en 1989 et 1995) et sept aussi bien dans le Nord (deux de moins qu'en 2004, un de moins qu'en 1999, une de plus qu'en 1995 et deux de plus qu'en 1989) que dans les Îles Loyauté (une de moins qu'en 2004, autant qu'en 1999 et deux de plus qu'en 1989 et 1995). 

#### Éclatement confirmé chez les anti-indépendantistes
Du côté anti-indépendantiste, la division déjà présente aux précédentes élections provinciales de 2004, s'est accentuée. Les trois partis de cette tendance représentés au Congrès ont en effet connu des dissidences durant ces cinq ans :
- le Rassemblement-UMP, avec le départ en 2006 de Jacques Lafleur, suivi par le sénateur Simon Loueckhote, pour créer le Rassemblement pour la Calédonie (RPC). Et Simon Loueckhote finit par fonder son propre parti, le Mouvement de la diversité (LMD), en 2008. Ces trois formations ont chacune adoptées des stratégies électorales différentes :
  - le Rassemblement-UMP présente une liste sous cette étiquette dans chacune des provinces, avec pour slogan « Construisons aujourd'hui la Calédonie de demain » et pour têtes de listes : son président et député de la 2e circonscription Pierre Frogier dans le Sud (il s'est allié, comme pour les municipales de 2008, avec le parti ethnique wallisien et futunien du Mouvement des citoyens calédoniens MCC d'Aukusitino Manuohalalo[4]), sa vice-présidente et députée suppléante de la 2e circonscription Léontine Ponga dans le Nord (désignée par Pierre Frogier pour mettre fin à la rivalité entre deux candidats à l'investiture, France Debien et Gérard Poadja, le second ayant obtenu le plus de voix lors de primaires contestées par le premier et ayant décidé finalement de monter une liste concurrente, baptisée « Une Province pour tous », avec ses partisans du Rassemblement mais aussi Calédonie ensemble et le RPC)[5]) et le petit-chef de la tribu de Traput (Lifou) Michel Luepak dans les Îles Loyauté[6].
  - le RPC part seul dans le Sud, sous la conduite de l'ancien député de la 1re circonscription (de 1978 à 2007) et ancien président de l'Assemblée provinciale (de 1989 à 2004) Jacques Lafleur, le principal acteur et signataire des accords de Matignon-Oudinot et de Nouméa pour le camp anti-indépendantiste[7]. Le parti apporte son soutien à la liste « Une Province pour tous » de Gérard Poadja dans le Nord[8], et à celle d'union (avec l'Avenir ensemble et Calédonie ensemble) « Ensemble pour les Îles » d'Egomë Bako (Avenir ensemble, entrepreneur à Lifou) aux Loyauté[9].
  - le LMD annonce dans un premier temps le 9 avril 2009, après deux semaines de discussions, s'allier à Calédonie ensemble dans le Sud, avec Simon Loueckhote (qui avait déjà précisé qu'il souhaitait se présenter dans cette province plutôt que dans sa circonscription habituelle, à savoir les Îles Loyauté) en 3e position d'une éventuelle liste commune[10]. Mais, à cause d'une incompréhension sur le nombre de places attribuées aux membres des deux mouvements parmi les quinze premières (soit celles les plus probablement éligibles), Simon Loueckhote rompt cette union dès le 16 avril[11] et finit par s'associer dans les jours qui suivent avec l'Avenir ensemble de Harold Martin[12]. Aux Îles Loyauté, le LMD part seule à travers la liste « Une Province avec la France », menée par un fidèle de Simon Loueckhote, Hnawange Hnawange[13].
- l'Avenir ensemble, avec des divisions nées à partir des élections législatives entre Didier Leroux et Philippe Gomès tout d'abord, puis entre ce dernier et Harold Martin par la suite. Finalement, Gomès emmène avec lui une majorité des élus provinciaux du Sud du parti (16 sur les 20, dont 12 des 16 également membres du Congrès), pour créer Calédonie ensemble le 11 octobre 2008. Il y a donc désormais deux partis « Ensemble » rivaux dans deux provinces sur trois et unis uniquement dans les Îles Loyauté (avec également le RPC à travers la liste « Ensemble pour les Îles », tirée par l'Avenir ensemble Egomë Bako) :
  - l'Avenir ensemble, désormais présidé par Didier Leroux, mène des candidatures dans les trois provinces, avec des têtes de listes désignées dès le 21 juin 2008 : le président du gouvernement sortant (depuis 2007) Harold Martin avec l'« Avenir ensemble-LMD » (également ouverte au Mouvement calédonien français MCF de Guy George), et pour slogan « Pour moi, c'est oui »[14], dans le Sud ; Éric Babin, comme en 2004, avec une formation uniquement Avenir ensemble après une alliance avortée avec le Rassemblement-UMP de Léontine Ponga dans le Nord[8] ; Egomë Bako et « Ensemble pour les Îles » (avec Calédonie ensemble et le RPC) dans les Loyauté.
  - Calédonie ensemble part seul uniquement, avec pour slogan « Le rêve calédonien ... »[15] dans le Sud, derrière le président d'Assemblée provinciale sortant (depuis 2004) Philippe Gomès, avec une tentative échouée d'alliance avec le LMD et le ralliement d'Évelyne Lèques, figure du monde associatif et épouse du maire de Nouméa Jean Lèques (une des figures historiques du RPCR devenu Rassemblement-UMP), annoncé le 8 avril 2009[16]. Dans le Nord, le parti, dirigé dans la province par Bernard Nénou, s'associe dès le 10 février 2009 avec le dissident récent du Rassemblement-UMP Gérard Poadja et constitue ainsi l'armature de sa liste « Une Province pour tous » (également soutenue par le RPC)[17]. Enfin, aux Îles Loyauté, Calédonie ensemble, qui y manque d'une base électorale, s'associe avec l'Avenir ensemble et le RPC dans « Ensemble pour les Îles » d'Egomë Bako.
- la fédération locale du Front national (FN), avec le départ forcé du poste de secrétaire fédéral (qu'il occupait depuis décembre 1985) de Guy George, qui crée alors avec ses partisans le 29 août 2008 le Mouvement calédonien français (MCF, 2 des 5 conseillers provinciaux du Sud et des 4 membres du Congrès, à savoir, outre Guy George, uniquement Marie-Josée Gomez). Les deux partis sont uniquement présents en Province Sud :
  - le FN part une nouvelle fois seul, avec pour tête de liste sa nouvelle présidente locale et élue sortante du Congrès et de l'Assemblée de la Province Sud, Bianca Hénin[18].
  - le MCF n'a qu'une seule candidate, Marie-Josée Gomez, en 16e place sur la liste Avenir ensemble-LMD de Harold Martin[19].

Ainsi, à partir des trois principales formations anti-indépendantistes de 2004, cinq listes (sur dix au total) se disputent les voix du Sud, trois (sur sept) dans le Nord et, pour la première fois depuis la création des provinces en 1989 (il n'y avait auparavant qu'une seule candidature anti-indépendantiste, celle du RPCR puis Rassemblement-UMP, menée par Simon Loueckhote, à chaque fois), trois (sur sept) dans les Îles Loyauté (avec le risque de n'obtenir aucun élu). Cette situation est notamment dénoncée pendant la campagne par Harold Martin de l'Avenir ensemble-LMD, qui dit craindre une « situation à la Polynésienne » (faute de majorité stable, dix gouvernements se sont succédé depuis 2004 en Polynésie française) et un basculement du Congrès dans les mains des indépendantistes minoritaires. Il défend ainsi l'accord-cadre signé avec le Rassemblement-UMP en 2007, met en avant le fait que sa liste est la seule à réunir deux signataires de l'Accord de Nouméa (lui et Simon Loueckhote) et plusieurs partis. Puis Harold Martin lance, quatre jours avant le scrutin, un appel en faveur d'un « pacte de stabilité » qui serait établi après les élections entre toutes les formations favorables au maintien de la Nouvelle-Calédonie dans la République sur la base du « refus de toute coalition avec les indépendantistes », mais aussi « le respect de l’accord de Nouméa et la garantie de dialogue avec le partenaire indépendantiste » ainsi que l'ouverture des discussions pour « une nouvelle solution négociée et partagée entre les Calédoniens », sous l'égide du président de la République Nicolas Sarkozy à l'occasion de sa visite programmée dans l'archipel en juillet 2009.
En revanche, les candidatures exclusivement wallisiennes et futuniennes dans le Sud, dont le nombre avait explosé aux élections de 2004 (elles étaient alors trois : le MCC d'Aukusitino Manuohalalo, le parti historique de cette communauté l'Union océanienne UO de Soana Simutoga et Mikaële Hema et le Rassemblement océanien dans la Calédonie ROC de Mikaële Tuifua) sont réduites en 2009 à une seule liste : le Rassemblement océanien dans la Calédonie, rebaptisé pour l'occasion ROC Plurielle, toujours mené par Mikaële Tuifua. Les autres se sont soit rapproché d'un grand parti (le Rassemblement-UMP pour le MCC), soit ne prennent pas part au scrutin (l'UO laisse leur « libre choix » à ses électeurs).

#### Tentative incomplète d'union chez les indépendantistes
Le spectre des conséquences de la division dans le Sud (qui avait entraîné la non représentation de la famille indépendantiste dans cette province, à l'exception de Christiane Gambey, élue sur une liste Avenir ensemble très majoritairement loyaliste), mais aussi certains combats politiques menés en commun par la suite (pour le gel du corps électoral en 2006 et 2007, puis pour la campagne de Ségolène Royal à l'élection présidentielle de 2007 et enfin la présentation de candidatures communes dans les deux circonscriptions aux législatives qui ont suivi) vont contribuer à faire naître une démarche unitaire en vue des provinciales de 2009 au sein du FLNKS. Celui-ci se met d'accord au début de l'année 2009 pour tout faire afin d'arriver à une liste commune dans le Sud, et pour adopter une stratégie conjointe malgré des candidatures différentes UNI-Palika et UC dans les deux autres provinces (avec un accord selon lequel la liste arrivée en tête doit obtenir la présidence de l'Assemblée provinciale et laisser en échange à l'autre liste des vice-présidences ainsi que le contrôle de certaines commissions intérieures). Cependant, des divisions apparaissent pour savoir qui doit mener la formation unitaire du Sud. Lors d'une réunion à Poum le 24 janvier 2009, l'Union calédonienne propose le nom du grand-chef de Saint-Louis (Mont-Dore) Rock Wamytan. Fort de sa légitimité de signataire de l'Accord de Nouméa et de dernier président unitaire du FLNKS (entre 1995 et 2001), mais également de sa participation au Collectif autochtone de Raphaël Mapou qui a été l'un des premiers à avoir demandé la constitution d'une liste « indépendantiste, progressiste et autochtone », il semble alors le mieux à même de réaliser le rassemblement le plus large possible de la mouvance séparatiste. Ce choix est accepté par le bureau politique du FLNKS du 10 mars 2009 et confirmé par chacune des composantes du Front à Sarraméa le 14 mars. Son slogan de campagne est « Un peuple en marche ». 
Néanmoins, certaines figures du FLNKS refusent d'être menées par Wamytan, notamment Louis Mapou (Palika, ancien directeur général de l'ADRAF et président de la SOFINOR, le groupe d'investissement de la Province Nord, ancien élu municipal de Païta), Marie-Claude Tjibaou (UC, veuve de Jean-Marie Tjibaou, présidente du conseil d'administration de l'ADCK et du Centre culturel Tjibaou et membre du CES national) ou Élie Poigoune (Palika, ancien fondateur du « Groupe 1878 » à l'origine du mouvement militant indépendantiste et président de la section néocalédonienne de la LDH). Ceux-ci forment une liste appelée « Ouverture citoyenne » pour « réussir l'Accord de Nouméa » et « sortir des vieux clivages », s'unissant avec la section néocalédonienne du Parti socialiste de Michel Jorda, à des membres de la société civile et d'autres personnalités pourtant proches du courant non-indépendantiste (dont l'ancien élu du RPCR Laurent Chatenay),. 
Dans le Nord et les Îles Loyauté, les deux camps traditionnels du FLNKS partent donc divisés : 
- les listes de l'Union calédonienne sont baptisées « UC-FLNKS ». Elles sont menées par le maire de Canala (depuis 2001) Gilbert Tyuienon, avec pour slogan « Agir avec confiance et ambition pour le Nord, pour le Pays », dans le Nord[29], et par le président sortant d'Assemblée provinciale (depuis 2004) et maire de Lifou (depuis 2001) Néko Hnepeune aux Îles Loyauté.
- l'UNI (Palika, UPM et RDO) est une nouvelle fois dirigée (pour la quatrième fois consécutive) dans le Nord par Paul Néaoutyine, président sortant de l'Assemblée provinciale (depuis 1999), maire de Poindimié (depuis 1989) et signataire de l'accord de Nouméa. Dans les Îles Loyauté, Danielle Guanéré, désignée pour mener le Palika lors de ces élections, décide de s'allier avec Unir et Construire dans le Renouveau (UC Renouveau, dissidence de l'UC depuis 2004) de Jacques Lalié et le Front pour le développement des îles Loyauté (FDIL, dissidence de l'UC depuis 1995) de Cono Hamu, et de laisser la tête de la liste (baptisée également UNI) à Lalié.

Deux petits partis indépendantistes modérés non membres du FLNKS, traditionnellement présents, sont également candidats dans une seule province chacun :
- Libération kanak socialiste (LKS) présente sa traditionnelle liste « Dynamique autochtone ou la terre en partage » dans les Îles Loyauté, sous la conduite de son dirigeant fondateur, ancien grand-chef de Guahma (Maré, de 1973 à 2007) et ancien président de l'Assemblée provinciale (de 1995 à 1999) Nidoïsh Naisseline. En Province Nord, alors qu'il avait formé une liste en 2004, le LKS est présent à travers l'ancien maire de Poindimié (de 1977 à 1989) Francis Poadouy, en 3e position sur la formation (pourtant majoritairement non indépendantiste) Avenir ensemble d'Éric Babin[30]. Dans le Sud, la 3e vice-présidente sortante (depuis 2004) de l'Assemblée provinciale, Christiane Gambey, toujours militante du parti en ayant eu une double appartenance entre 2004 et 2008 (étant également membre alors de l'Avenir ensemble), a rejoint la liste unitaire du FLNKS tirée par Rock Wamytan, en 6e place[31].
- la Fédération des comités de coordination indépendantistes (FCCI), qui n'est plus représentée dans les institutions provinciales depuis que Cono Hamu a repris son indépendance avec le FDIL en novembre 2004, pense dans un premier temps avancer des listes dans le Sud, avec comme en 2004 le président du parti, ancien dirigeant de l'UC (de 1989 à 1996) et ancien maire de Moindou (de 2001 à 2008) François Burck, et dans le Nord, avec pour la troisième fois de suite son commissaire politique, ancien président de l'Assemblée provinciale (de 1989 à 1999, élu à l'époque sous l'étiquette de l'UC) et ancien maire de Canala (de 1989 à 1995) Léopold Jorédié[32]. Finalement, seulement cette dernière est constituée[33].

Enfin, une nouvelle donne est apparue sur l'échiquier indépendantiste, à la gauche du FLNKS, à travers le Parti travailliste, créé en 2007 comme bras politique de l'Union syndicale des travailleurs kanaks et des exploités (USTKE) et soutenu par José Bové et le Nouveau Parti anticapitaliste (NPA) métropolitain. Se voulant écologiste, anticapitaliste et altermondialiste, il s'oppose à l'accord de Nouméa, qu'il estime trop favorable aux anti-indépendantistes, adopte pour slogan « Faire de la politique autrement » et milite pour une « indépendance dès 2014 ». Fort de bons résultats aux municipales de 2008, il présente des listes dans les trois provinces, avec à leur tête : Marie-Pierre Goyetche, vice-présidente de l'USTKE (depuis 2003) et conseillère municipale de Poya (depuis 2008) dans le Sud ; Rock Doui, conseiller municipal de Pouébo (depuis 2008, c'est dans cette commune que le Parti travailliste a obtenu son meilleur résultat, arrivant, sous la conduite de Doui, en tête avec 34,54 % des suffrages et 7 élus sur 19, la mairie ne lui échappant que par l'alliance entre le Palika et l'UC pour reconduire le sortant Joseph Pada) dans le Nord ; Louis Kotra Uregei (surnommé LKU), président d'honneur de l'USTKE qu'il a fondé en 1981 et dirigé jusqu'en 1999, véritable chef de file du Parti travailliste, dans les Îles Loyauté. 
Ainsi, deux des dix listes du Sud (trois en y incluant « Ouverture citoyenne », qui a toutefois un programme revendiqué comme neutre sur la question de l'indépendance, nombre quoi qu'il en soit nettement inférieur aux six candidatures rivales de 2004), quatre des sept en lice dans le Nord (une de moins qu'en 2004) et également quatre sur sept aux Îles Loyauté (trois de moins qu'en 2004) sont indépendantistes. Ce camp a su donc limiter ses divisions, sans pour autant totalement les faire disparaître.

#### La traditionnelle candidature «accordiste»: Génération destin commun
Comme à chaque scrutin provincial dans le Sud depuis 1995 (à l'exception de ceux de 1999), Jean-Raymond Postic (conseiller municipal de Nouméa de 1995 à 2008) présente une liste se voulant neutre sur la question de l'indépendance, progressiste sur le plan social et « accordiste », à savoir sur l'entretien de l'esprit des accords de Matignon et de Nouméa (avec l'accent mis sur la construction d'une citoyenneté pluriethnique, d'un « destin commun » et de signes identitaires). Elle a eu à chaque fois un nom différent : « Génération calédonienne » en 1995, « Calédonie mon pays » en 2004 et finalement « Génération destin commun » en 2009.

### Enjeux institutionnels
Il s'agit de l'avant-dernier renouvellement des exécutifs locaux avant l'ouverture en 2014 de la quatrième et dernière mandature du statut établi par l'Accord de Nouméa de 1998 et la loi organique de 1999, qui correspondra à la « période référendaire » sur l'avenir institutionnel de l'archipel (référendum d'autodétermination ou, option défendue par de nombreux partis politiques locaux notamment anti-indépendantistes, d'une solution consensuelle par la négociation d'un nouvel accord). En ce sens, la période 2009-2014 doit répondre à deux questions majeures sur le plan institutionnel : l'achèvement de l'Accord de Nouméa et les discussions sur l'organisation de la période référendaire ou de sa sortie négociée. 

#### Transferts de compétences
L'article 26 de la loi organique de 1999 prévoit la possibilité que l'État transfère à la Nouvelle-Calédonie, si le Congrès l'adopte à la majorité des trois cinquièmes de ses membres au plus tard le dernier jour du sixième mois suivant le début du mandat (il était également possible de le faire en 2004, mais aucun transfert n'a alors été voté), les compétences suivantes : 
- police et sécurité en matière de circulation aérienne intérieure et de circulation maritime dans les eaux territoriales,
- enseignement du second degré public et privé (transfert le plus controversé), y compris l'enseignement agricole mais sans la réalisation et l'entretien des collèges du premier cycle du second degré qui relèvent déjà de la compétence des Provinces
- santé scolaire,
- enseignement primaire privé (l'enseignement primaire public est déjà sous la juridiction du Territoire depuis 1999),
- droit civil, règles concernant l'état civil et droit commercial,
- sécurité civile[35].

Le VIIe Comité des signataires de l'Accord de Nouméa réuni à l'Hôtel de Matignon à Paris le 8 décembre 2008 a défini les aspects techniques des transferts, surtout sur le plan financier, des quatre premiers champs d'action (police et sécurité aérienne et maritime, enseignement secondaire, santé scolaire et primaire privé) ainsi que de certains établissements publics (l'ADCK, l'ADRAF et le CDP). Pour ce qui est de la sécurité civile, du droit civil, des règles concernant l'état civil et du droit commercial, le même comité a décidé de faire modifier la loi organique pour donner un délai supplémentaire pour leur adoption (jusqu'à la fin 2011). Pour ce qui est du contrôle de légalité, du régime comptable et financier et des règles relatives à l'administration des collectivités publiques (provinces, communes) et de leurs établissements publics, de l'enseignement supérieur et de la communication audiovisuelle, il s'agit des compétences relevant de l'article 27 dont il n'est pas prévu d'opérer les transferts dans le cadre actuel, mais dont le Congrès peut, en adoptant une résolution en ce sens à partir de 2009, demander qu'elle soit finalement concédée à la Nouvelle-Calédonie sous le couvert d'une nouvelle loi organique. Il appartiendra donc au Congrès nouvellement élu le 10 mai 2009 de se prononcer sur les décisions du Comité des signataires : les transferts de compétences et la modification de la loi organique. 
Les propositions des différents partis et listes candidates sont les suivantes concernant les transferts, et tout particulièrement ceux des matières éducatives :
- Calédonie ensemble : acceptation des transferts mais révision à la hausse des garanties financières apportées par l'État pour ceux de l'enseignement,
- Rassemblement-UMP, Avenir ensemble, LMD, FLNKS, LKS, UC Renouveau, FCCI, « Ouverture citoyenne » : acceptation et respect des modalités définies en Comité des signataires, avec pour le FLNKS l'engagement au plus vite des discussions pour les transferts prévus à l'article 27,
- Parti travailliste : transferts les plus larges, le plus rapidement et avec le moins de secteurs laissés à la charge de l'État possibles,
- Front national : contre les transferts[37].

#### Signes identitaires
L'article 5 du premier titre de l'Accord de Nouméa prévoit que : « Des signes identitaires du pays, nom, drapeau, hymne, devise, graphismes des billets de banque devront être recherchés en commun pour exprimer l'identité kanake et le futur partagé entre tous ». Ceux-ci doivent être définis alors comme une marque de l'autonomie de la collectivité de Nouvelle-Calédonie, et non pas comme une accession à l'indépendance, comme en témoigne l'article 5 alinéa 1 de la loi organique de 1999 qui déclare : « La Nouvelle-Calédonie détermine librement les signes identitaires permettant de marquer sa personnalité aux côtés de l'emblème national et des signes de la République ». Leur définition se fait par une loi du pays dont le projet de texte, avant d'être adopté par le Congrès là aussi à la majorité des trois cinquièmes, doit être étudié par le Conseil économique et social local, qui n'émet qu'un avis consultatif, approuvé par le Conseil d'État et soumis au Sénat coutumier.
Un comité de pilotage sur les signes identitaires du pays (CPSIP), composé de 25 membres représentants les différentes tendances politiques ou religieuses, les syndicats, la société civile et le monde associatif et dirigé par Déwé Gorodey, écrivain kanak et vice-présidente indépendantiste du gouvernement local, a été mis en place le 11 avril 2007. Cet organisme a depuis été chargé de définir les modalités des concours lancés auprès des artistes locaux pour trois des cinq signes identitaires (l'hymne, la devise et le graphisme des billets de banque) et de débattre sur les deux autres signes (drapeau et nom du territoire), plus sensibles à établir. 
Le 26 juin 2008, date commémorative de la signature  des accords de Matignon (devenu jour ferié), les choix définitifs pour l'hymne et la devise sont adoptés par le gouvernement et présentés aux médias. Il s'agit alors :
- hymne proposé : « Soyons unis, devenons frères », de la chorale locale Mélodia, arrangé par le chef de chœur bulgare Plamen Tsontchev. Son refrain est chanté à la fois en français et en nengone, langue kanake parlée sur l'île de Maré proche du polynésien et considérée comme l'une des plus faciles à maîtriser pour des non locuteurs ;
- devise proposée : « Terre de parole, Terre de partage ».

Un premier échantillon de billets a également été présenté ce jour-là, le choix devant encore s'affiner. Le 29 août suivant, le Conseil économique et social émet un avis défavorable sur le changement de graphie des billets (qui selon lui est prématuré et trop coûteux) mais approuve l'hymne et la devise. Le Conseil d'État quant à lui approuve le projet de loi sur les trois signes le 21 octobre. Le 8 janvier 2009, une commission spéciale de 11 membres représentant les différents groupes du Congrès de la Nouvelle-Calédonie est créée pour étudier ce projet de loi de pays. Mais la dernière session de la mandature se termine le 18 mars 2009 sans que le Sénat coutumier ait été saisi ni que le texte ait été mis à l'ordre du jour. Le nouveau Congrès devra donc également statuer sur le sujet.

#### Avenir institutionnel
La plupart des forces politiques commencent à proposer leur vision de l'« après Accord de Nouméa » qui doit prendre fin avec la période référendaire prévue entre 2014 et 2019. Deux choix principaux s'opposent :
- un référendum le plus tôt possible, dès 2014 : proposé à l'origine par Pierre Frogier, le président du Rassemblement-UMP, afin de faire un bilan de l'accord qui a été appliqué, d'après lui, en suivant la lecture « indépendantiste » du texte, interroger les jeunes générations qui n'avaient pu l'être en 1998 et de « purger rapidement cette affaire d’indépendance » (expression qui avait alors créer une vive polémique au sein de la classe politique néocalédonienne)[44]. L'idée d'interroger les Néocalédoniens sur la question de l'indépendance ou du maintien dans la République française dès l'ouverture de la période référendaire en 2014 est reprise, mais pour d'autres raisons (celles d'un accès rapide à la pleine souveraineté, en l'occurrence) par plusieurs membres du camp indépendantiste, notamment par la liste unitaire FLNKS de Rock Wamytan en Province Sud[45] ou par le Parti travailliste[46].
- la négociation d'un nouvel accord afin d'éviter un « référendum couperet » ou « guillotine » qui pour eux serait l'élément déclencheur de troubles politiques et sociaux identiques à ceux connus dans les années 1980. La proposition de Pierre Frogier d'un référendum dès 2014 est jugée « inutile et dangereuse » par Calédonie ensemble[47] qui propose de construire une « petite nation au sein de la Nation française » en renégociant clairement les compétences que pourrait exercer la Nouvelle-Calédonie, allant jusqu'à partager certains pouvoirs régaliens avec l'État dans la sphère régionale[48], ou démontre sa volonté d'entamer au plus tôt des négociations avec les indépendantistes en organisant un débat public entre Paul Néaoutyine et Philippe Gomès. Le sénateur Simon Loueckhote avait quant à lui, en créant son parti, le LMD, proposé l'idée d'une Nouvelle-Calédonie qui se construirait non pas « dans » la France mais « avec » la France avec la mise en place d'un « pacte de souveraineté » définissant clairement les champs de compétence laissés à l'État, tous les autres pouvant faire l'objet de transferts vers la collectivité de Nouvelle-Calédonie qui pourrait prendre à terme le statut de « Pays d'outre-mer associé (Poma) »[49]. Pour les provinciales, il s'allie avec l'Avenir ensemble qui appelle à l'engagement de discussions dès le lendemain de l'élection au sein de la classe politique et de la société civile[50]. Jacques Lafleur, pour sa part, fort de son image de négociateur des Accords de Matignon et de Nouméa (et même d'instigateur pour ce dernier) et de « champion de la solution consensuelle », appelle avec le RPC à l'établissement d'un « pacte cinquantenaire » pour « rassembler sur ce qui est essentiel » (le partage de la souveraineté, les mêmes droits pour tous, la prise en compte des inégalités sociales) sur un demi-siècle, succédant au « pacte trentenaire » (1988-2018) défini par les précédents accords[51]. Du côté indépendantiste, Paul Néaoutyine et l'UNI[48] ou les dirigeants des listes UC dans le Nord[52] et les îles Loyauté jugent le débat prématuré et, tout en rejetant l'idée d'un référendum dès 2014, veulent aller avant tout au bout de l'Accord de Nouméa et achever les transferts de compétences prévus par ce dernier avant de commencer à définir le cadre de l'évolution institutionnelle de l'archipel.

### Emploi et économie

#### Emploi local
La loi organique de 1999 définit la nécessité de protéger l'emploi local à l'article 24 : « Dans le but de soutenir ou de promouvoir l'emploi local, la Nouvelle-Calédonie prend au bénéfice des citoyens de la Nouvelle-Calédonie et des personnes qui justifient d'une durée suffisante de résidence des mesures visant à favoriser l'exercice d'un emploi salarié, sous réserve qu'elles ne portent pas atteinte aux avantages individuels et collectifs dont bénéficient à la date de leur publication les autres salariés. » Or, aucun texte n'est clairement venu précisé cette disposition, les négociations avec les partenaires sociaux sur le sujet ne débutant qu'en 2006, et un reportage de l'émission Capital sur un éventuel « Eldorado calédonien » diffusé le 4 janvier 2009 sur M6 ou encore le projet d'ouvrir une liaison aérienne entre La Réunion et la Nouvelle-Calédonie par un accord entre Air Austral et Aircalin (qui pour les défenseurs de l'emploi local causerait un fort mouvement migratoire entre une région d'outre-mer connaissant un fort taux de chômage et une collectivité connaissant un quasi plein emploi) relancent le débat (l'émission aurait entraîné une hausse des requêtes auprès de l'agence de l'emploi néocalédonienne venant de France métropolitaine). Un collectif « Citoyen de pays » est rapidement constitué et celui-ci organise une marche réunissant un millier de personnes à Nouméa le 13 février 2009, afin de protester notamment contre le remaniement de l'avant-projet de loi de pays sur le sujet (ramenant, entre autres, la pénalité pour l'employeur en cas d'irrégularité de 625 à 400 fois le taux horaire, ou encore le fait que le premier chapitre explique comment embaucher une personne venant de l'extérieur de l'archipel). 
L'avant-projet, qui établit un accès à l'emploi sans restriction uniquement pour les citoyens néocalédoniens et leurs conjoints (ou personnes liées à un citoyen néocalédonien par un PACS) et définit des durées de résidence minimales pour les personnes venant de l'extérieur en fonction des difficultés de recrutement auprès de la main-d'œuvre locale connues par le secteur de travail auquel ils postulent (5 ans pour les secteurs connaissant de simples difficultés de recrutement, avec 50 à 75 % de Néocalédoniens employés, 3 ans pour ceux touchés par « d'importantes difficultés », n'ayant réussi à recruter que 25 à 50 % de locaux, et sans durée minimum pour « d'extrêmes difficultés » avec moins de 25 % de Néocalédoniens ou assimilés), est finalement avalisé par la Commission consultative du travail par tous les partenaires sociaux à l'exception de l'USTKE et de la CSTNC et par le Gouvernement collégial local à l'unanimité de ses membres le 3 mars 2009. Il obtient également l'agrément du Conseil d'État au début du mois suivant, avec deux réserves : la nécessité de préciser dans le texte que la priorité à l’emploi local ne doit s’appliquer « qu’à égalité de compétence compte tenu de l’expérience professionnelle requise pour un emploi » et l'affirmation qu'aucune disposition de la loi organique ne permettrait aux conjoints de citoyens néocalédoniens de bénéficier d'un régime d'exonération (mesure pourtant défendue par certains partis politiques, surtout non-indépendantistes, afin d'empêcher une éventuelle « fuite des cerveaux », à savoir la décision par certains étudiants néocalédoniens de rester en France métropolitaine ou à l'étranger après y avoir éventuellement trouvé leur conjoint). La voie pour le dépôt du texte auprès du Congrès pour y être voté est donc ouverte, après avoir été transformé en projet de loi du pays par un nouveau passage devant le gouvernement local. La dernière étape pour la ratification du texte reste don un vote du Congrès après les élections, la dernière session de la mandature 2004-2009 s'étant close le 18 mars.

#### Lutte contre la vie chère
Dans une économie insulaire dépendant fortement des importations pour les biens de consommation et d'équipement, comme dans les autres régions et collectivités d'outre-mer, la question du pouvoir d'achat et de la vie chère revêtent une importance toute particulière. Une importante manifestation, réunissant entre 8 000 (selon la police) et 12 000 personnes (selon les organisateurs) à Nouméa le 20 avril 2006 à l'appel de trois importants syndicats (l'USOENC, Force ouvrière et la Fédération des fonctionnaires), pousse les autorités locales à lancer des groupes de travail sur le sujet. Et le dossier devient la priorité du gouvernement local de Harold Martin à partir de 2007 par le lancement de plusieurs campagnes de ventes subventionnées de produits de consommation de la vie courante en jouant sur la fiscalité indirecte, labellisés « écoprix » : 
- l'« écopain », un pain de 500 grammes à un prix unique de 130 Francs CFP (soit 1,09 € environ) lancé le 3 septembre 2007[59],
- l'« écocartable », accord entre le gouvernement et 12 papèteries visant à faire baisser de 5 à 25 % les prix d'une trentaine d'articles scolaires, à la fin du mois de janvier 2008 à quelques semaines de la rentrée scolaire[60],
- l'« écoriz », riz à 100 Francs CFP (84 centimes d'euros environ) le kg à partir de la fin du mois de mai 2008[61],
- la suppression de la vignette automobile qui est remplacée à partir de l'année fiscale 2008 par une redevance municipale d'immatriculation[62],
- l'« écocaddie » qui consiste en une baisse de 15 à 20 %, voire 30 %, des prix d'une gamme d'articles de consommation courante de marques connues des néocalédoniens vendus en grande surface et en épicerie, leur nombre étant initialement fixé à 21 « écoproduits » comprenant notamment des pâtes, aliments en conserve ou surgelés, des produits laitiers, des articles d'hygiène et d'entretien[63] mais la liste ne cessant de s'étendre par la suite et s'établissantt au 27 mars 2009 à 43 éléments[64]) à partir du 15 novembre 2009,
- une baisse des tarifs des télécommunications décidées à la mi-décembre 2008 par l'OPT et validées le 3 février 2009, et concernant[65] :
  - internet : baisse de 10 % sur les tarifs de bande passante internationale accordée aux fournisseurs d'accès pour la mise en place d'une « éco-ADSL »,
  - la téléphonie mobile : baisse de 40 % des frais de mise en service des abonnements, la mise en place de bonus de SMS locaux dans tous les forfaits ainsi que du report des crédits non consommés du mois précédent, baisse de 33 % des tarifs des SMS internationaux et de 5 % ou 12,9 % des forfaits horaires existants,
  - la téléphonie fixe : diminution de moitié du coût du service « Mes trois numéros locaux préférés », lancement d'un second tarif préférentiel « Mes trois numéros internationaux préférés », et correction du dispositif d'aide sociale d'accès au téléphone Sociatel Plus « en autorisant l’attribution de comptes Izi et cartes Izi (cartes de cabines téléphoniques) aux bénéficiaires potentiels (bénéficiaires désignés par les DPASS, Direction provinciale de l’action sociale et sanitaire) qui ne seraient pas raccordables au réseau téléphonique »,
  - les professionnels : réduction de 3 à 10 %, selon les formules, des coûts des abonnements réservés aux clients professionnels « Flotte Mobile Entreprise », rabattement de 5 à 56 % des programmes « Liaisons Louées Internationales » et glissement de 25 % des abonnements à l’option « Liaison Multipoint Ethernet de Secours » de l’offre de liaison Celeris Ethernet,
- l'« éco-PC », qui concerne deux modèles d'ordinateurs, l'un portable et l'autre personnel, comportant le minimum souhaitable (connectique correcte, équipement Internet, lecteur-graveur DVD) sans les plus des machines haut-de-gamme (pas de webcam intégrée notamment), et vendus 20 à 25 % moins chers que leurs équivalents non labellisés dans deux magasins d'informatique de Nouméa, lancés le 5 mai 2009[66].

Si ces « écoproduits » connaissent un réel succès, on leur reproche de ne pas être trouvés partout en quantité suffisante (tout en étant pour certains d'entre eux encore plus chers que des produits importés de marques plus connues), voire d'être totalement inaccessibles dans les communes les plus éloignées du Grand Nouméa. Beaucoup d'analystes jugent ces mesures insuffisantes, l'inflation connaissant en 2008 une hausse record depuis 1991 de 3,7 %, dont +1,3 % pour l'alimentaire. La question du pouvoir d'achat reste donc un enjeu majeur des élections provinciales de 2009 dans un contexte marqué en Outre-mer par le mouvement de grève générale dans les Antilles françaises au début de l'année.
Les différentes formations candidates proposent toutes leurs propres solutions à ce sujet :
- Non-indépendantistes : certaines mesures se retrouvent, notamment la création d'un prêt à taux zéro ou d'un minimum vieillesse (à des niveaux différents) :  
  - Calédonie ensemble : par une « loi antitrust » limitant à 25 % les parts de marché pour chaque groupe de la grande distribution, afin de « mettre fin au duopole actuel et de créer plus de concurrence », mais aussi l'encadrement des marges bénéficiaires et de la tarification des prestations bancaires, un prêt à taux zéro pour l'accès à la propriété des classes moyennes, la gratuité des transports en commun pour les personnes âgées et l'augmentation des revenus par la revalorisation des bas salaires de 15 % compensée par une diminution des cotisations sociales, la mise en place d'un minimum vieillesse de 90 000 F CFP (754,2 €) et l'augmentation de 20 000 F CFP des petites retraites,
  - Rassemblement-UMP : l'amélioration du « pouvoir d’achat des consommateurs par une modernisation des protections de marché (transparence et efficacité) et par un contrôle des marges arrière de la grande distribution », mais également la mise en place d'une retraite minimale de « 80 000 FCFP [670,4 €] par mois à l’horizon 2011 » ou le développement d'« une mesure de type "prêts bonifiés" pour faciliter l’accès à la propriété pour une première acquisition »,
  - Avenir ensemble-LMD : avec la poursuite de la politique des « écoproduits » avec pour objectif d'en définir 150 par la négociation commerciale, mais aussi la modernisation de la fiscalité à l'importation avec une taxe unique à la consommation, le développement du discount, des plafonds de marges bénéficiaires sur des produits de base dits de première nécessité dont les fruits et légumes, la création d'un service de contrôle des prix, la valorisation de la production agricole locale, et là encore des mesures visant à augmenter le pouvoir d'achat des ménages tels un prêt à taux zéro pour l'accès à la propriété des jeunes couples ou un minimum vieillesse de 80 000 F CFP (670,4 €) ou revalorisation des petites retraites,
  - RPC : par le contrôle des marges des entreprises et des banques, l'instauration d'un prêt à taux zéro encore une fois ou la création d'un minimum vieillesse à 70 % du SMG.
- Indépendantistes : 
  - FLNKS : par le renforcement du « contrôle des prix », du « contrôle des marges, contrôle des concentrations et de la concurrence » et « des moyens humains, matériels des services », la réglementation des « prix sur les produits de base (alimentaires, bâtiment, équipement informatique…) avec répercussions positives sur la population », la suppression de « la commission flux et cotation qui crée les pénuries de produits agricoles » pour « revenir à un système douanier qui fixe un objectif de protection et de prix à l'agriculture calédonienne », l'augmentation de « la participation au dispositif continuité territoriale (prix des billets avion et bateau, transport routier interprovincial) » et l'action sur les revenus par l'alignement du SMG et du SMAG, l'augmentation régulière du revenu minimum ou un minimum vieillesse décent et la réduction des inégalités des régimes de retraites public et privé,
  - LKS (surtout axé sur les Îles Loyauté) : avec l'action sur le coût des transports par la mise en place d'un service public ou la présentation d'un prix de biens courants tels le café ou le sucre équivalent à Nouméa et dans les îles par l'instauration d'un fonds d'entraide,
  - Parti travailliste : par la mise en place d’une loi du pays « qui permettrait de contrôler efficacement les prix et les marges et, le cas échéant, sanctionnerait les commerçants importateurs ou autres qui abusent ».
- « Ouverture citoyenne » : par la mise en place d'un observatoire des prix et des marges, le renforcement des moyens de régulation, le remplacement de « plusieurs taxes indirectes par une taxe générale sur les biens et services appliquée sur une base plus large », la réglementation des « plus values immobilières pour endiguer la spéculation » ou l'action « avec volontarisme sur la diminution du coût des logements ».

## Sondages
Trois sondages (un par province) ont été réalisés par l'institut TNS Sofres pour le compte de RFO Nouvelle-Calédonie et du quotidien Les Nouvelles calédoniennes sur 1 100 personnes (500 dans le Sud et 300 à la fois dans le Nord et les Îles Loyauté) à la fin du mois d'avril 2009. Ils ont été publiés successivement les 28, 29 et 30 avril.

### Aux Îles Loyauté (28 avril)
| Intentions de vote   | UC     | UCR-UNI | PT     | LKS    | LMD  | R-UMP | AE-CE-RPC |
| -------------------- | ------ | ------- | ------ | ------ | ---- | ----- | --------- |
| Totales              | 27,3 % | 15 %    | 22,4 % | 19,8 % | 3 %  | 9,4 % | 3,1 %     |
| dont choix fermes    | 18 %   | 12 %    | 20 %   | 15 %   | 2 %  | 5 %   | 1 %       |
| Ne savent pas encore | 17 %   | 17 %    | 17 %   | 17 %   | 17 % | 17 %  | 17 %      |

| « Irez-vous voter ? »         | %      |
| ----------------------------- | ------ |
| « Certainement »              | 87 %   |
| « Il y a de grandes chances » | 8 %    |
| « Je ne sais pas »            | 4 %    |
| « Non »                       | 1 %    |
| Participation estimée         | 73,7 % |

### En Province Nord (29 avril)
| Intentions de vote   | UNI  | UC   | PT   | FCCI | R-UMP | Poadja-CE-RPC | AE   |
| -------------------- | ---- | ---- | ---- | ---- | ----- | ------------- | ---- |
| Totales              | 38 % | 24 % | 10 % | 2 %  | 13 %  | 10 %          | 3 %  |
| dont choix fermes    | 25 % | 13 % | 4 %  | 1 %  | 5 %   | 4 %           | 2 %  |
| Ne savent pas encore | 15 % | 15 % | 15 % | 15 % | 15 %  | 15 %          | 15 % |

| « Irez-vous voter ? »         | %    |
| ----------------------------- | ---- |
| « Certainement »              | 88 % |
| « Il y a de grandes chances » | 8 %  |
| « Je ne sais pas »            | 4 %  |
| Participation estimée         | 74 % |

### En Province Sud (30 avril)
| Intentions de vote   | CE   | R-UMP | AE-LMD | FN   | RPC  | FLNKS | PT   | Ouverture citoyenne | Génération destin commun | « Autres listes » |
| -------------------- | ---- | ----- | ------ | ---- | ---- | ----- | ---- | ------------------- | ------------------------ | ----------------- |
| Totales              | 18 % | 28 %  | 15 %   | 6 %  | 3 %  | 11 %  | 6 %  | 6 %                 | 5 %                      | 2 %               |
| dont choix fermes    | 9 %  | 19 %  | 8 %    | 6 %  | 2 %  | 5 %   | 3 %  | 4 %                 | 2 %                      | 2 %               |
| Ne savent pas encore | 30 % | 30 %  | 30 %   | 30 % | 30 % | 30 %  | 30 % | 30 %                | 30 %                     | 30 %              |

| « Irez-vous voter ? »         | %    |
| ----------------------------- | ---- |
| « Certainement »              | 85 % |
| « Il y a de grandes chances » | 8 %  |
| « Je ne sais pas »            | 5 %  |
| « Je ne pense pas »           | 1 %  |
| « Non »                       | 1 %  |
| Participation estimée         | 73 % |

## Annulation du scrutin dans les Îles Loyauté
À la suite d'une procédure engagée par le Parti travailliste, le Conseil d'État a prononcé, le 16 octobre 2009, l'annulation du scrutin dans cette province. Le Conseil d'État fait état d'irrégularités dans les procès-verbaux des opérations de dépouillement. Il note aussi, dans certaines communes, un recours injustifié au vote par procuration, en infraction au code électoral. Le nouveau scrutin est fixé au 6 décembre 2009, avec six listes en présence :
- cinq indépendantistes au lieu de quatre dont trois pratiquement identiques à celles présentées en mai (l'UC-FLNKS de Néko Hnepeune, le Parti travailliste de Louis Kotra Uregei et Dynamique autochtone - LKS de Nidoïsh Naisseline) et deux issues de la scission de la coalition UNI (le Palika qui décide cette fois de partir seul sous la conduite de l'ancien membre du gouvernement local et ancienne tête de liste en 2004 Charles Washetine, et une liste « Union pour le Renouveau » UNR rassemblant UCR, le FDIL de Cono Hamu et le soutien de la section Palika d'Ouvéa[75], le premier prenant la tête de liste).
- une seule liste anti-indépendantiste baptisée « Les Îles pour Tous » rassemblant les trois formations qui s'étaient partagé le vote républicain lors des élections de mai pour finalement n'obtenir aucun siège. Elle est menée par le sénateur Simon Loueckhote, membre de l'Assemblée des Îles jusqu'en mai 2009 (tête de liste du RPCR dans la province à tous les scrutins entre 1989 et 2004 inclus, il avait préféré se présenter sur une liste commune Avenir ensemble-LMD dans le Sud au scrutin initial de 2009) et membre du gouvernement local chargé de la Fonction publique.

## Résultats en détail
| Parti | Parti                                       | Votes  | %     | Sièges au Congrès | Changement depuis 2004 | Changement par rapport au Congrès sortant |
| ----- | ------------------------------------------- | ------ | ----- | ----------------- | ---------------------- | ----------------------------------------- |
|       | Rassemblement-UMP                           | 19 888 | 20,6  | 13                | -3                     | 0                                         |
|       | Calédonie ensemble                          | 16 253 | 16,83 | 10                | +10                    | -2                                        |
|       | Avenir ensemble-LMD Avenir ensemble LMD MCF | 11 308 | 11,71 | 6 5 1 0           | -10 -11 +1 0           | -1 +1 0 -2                                |
|       | Union calédonienne                          | 11 247 | 11,65 | 8                 | +1                     | +1                                        |
|       | UNI-FLNKS Palika RDO UC Renouveau FDIL      | 10 162 | 10,52 | 8 7 0 1 0         | -1 0 -1 0              | -2 0 -1 0 -1                              |
|       | Parti travailliste                          | 7 692  | 7,97  | 3                 | +3                     | +3                                        |
|       | FLNKS unitaire Palika UC RDO UDC-LKS        | 5 342  | 5,53  | 3 1 0             | +3 +1 0                | +2 +1 -1                                  |
|       | RPC                                         | 4 304  | 4,46  | 2                 | +2                     | +1                                        |
|       | Ouverture citoyenne                         | 2 974  | 3,08  | 0                 | 0                      | 0                                         |
|       | Front national                              | 2 591  | 2,7   | 0                 | -4                     | -2                                        |
|       | LKS                                         | 1 852  | 1,92  | 1                 | 0                      | 0                                         |
|       | Génération Destin commun                    | 1 215  | 1,26  | 0                 | 0                      |                                           |
|       | Divers anti-indépendantistes                | 1 125  | 1,17  | 0                 | 0                      |                                           |
|       | FCCI                                        | 605    | 0,6   | 0                 | -1                     | 0                                         |
| Total | Total                                       | 96 558 | 100   | 54                |                        |                                           |
|       | Anti-indépendantistes                       | 55 469 | 57,45 | 31                | -5                     | -4                                        |
|       | Indépendantistes                            | 36 900 | 38,22 | 23                | +5                     | +4                                        |

### Province Sud
| Parti | Parti                                              | Tête de liste          | Votes  | %     | Sièges à l'Assemblée provinciale | Changement depuis 2004 | Changement par rapport à l'Assemblée sortante | Sièges au Congrès | Changement depuis 2004 | Changement par rapport au Congrès sortant |
| ----- | -------------------------------------------------- | ---------------------- | ------ | ----- | -------------------------------- | ---------------------- | --------------------------------------------- | ----------------- | ---------------------- | ----------------------------------------- |
|       | Rassemblement-UMP                                  | Pierre Frogier         | 17 290 | 28,54 | 15                               | -1                     | +2                                            | 12                | -1                     | +1                                        |
|       | Calédonie ensemble                                 | Philippe Gomès         | 14 293 | 23,6  | 11                               | +11                    | -5                                            | 9                 | +9                     | -3                                        |
|       | Avenir ensemble-LMD Avenir ensemble LMD MCF        | Harold Martin          | 9 894  | 16,33 | 8 6 2 0                          | -11 -13 +2 0           | +3 +2 -2                                      | 6 5 1 0           | -9 -10 +1 0            | +1 +2 +1 -2                               |
|       | FLNKS UC Palika RDO UPM UDC-LKS                    | Rock Wamytan           | 5 342  | 8,82  | 4 1 0                            | +4 +1 0                | +3 +1 -1                                      | 3 1 0             | +3 +1 0                | +2 +1 0 -1                                |
|       | RPC                                                | Jacques Lafleur        | 4 304  | 7,11  | 2                                | +2                     | +1                                            | 2                 | +2                     | +1                                        |
|       | Ouverture citoyenne                                | Louis Mapou            | 2 974  | 4,91  | 0                                | 0                      | 0                                             | 0                 | 0                      | 0                                         |
|       | Front national                                     | Bianca Hénin           | 2 591  | 4,28  | 0                                | -5                     | -3                                            | 0                 | -4                     | -2                                        |
|       | Parti travailliste                                 | Marie-Pierre Goyetche  | 2 227  | 3,68  | 0                                | 0                      | 0                                             | 0                 | 0                      | 0                                         |
|       | Génération Destin Commun                           | Jean-Raymond Postic    | 1 215  | 2     | 0                                | 0                      | 0                                             | 0                 | 0                      | 0                                         |
|       | Rassemblement océanien dans la Calédonie Plurielle | Mikaele Tuifua         | 443    | 0,73  | 0                                | 0                      | 0                                             | 0                 | 0                      | 0                                         |
|       | Divers anti-indépendantistes                       | Aucune liste présentée | 0      | 0     | 0                                | 0                      | -1                                            | 0                 | 0                      | 0                                         |
| Total | Total                                              | Total                  | 60 573 | 100   | 40                               |                        |                                               | 32                |                        |                                           |
|       | Anti-indépendantistes                              | Anti-indépendantistes  | 48 815 | 80,59 | 36                               | -4                     | -3                                            | 29                | -3                     | -2                                        |
|       | Indépendantistes                                   | Indépendantistes       | 7 569  | 12,5  | 4                                | +4                     | +3                                            | 3                 | +3                     | +2                                        |

### Province Nord
| Parti | Parti                    | Tête de liste         | Votes  | %     | Sièges à l'Assemblée provinciale | Changement depuis 2004 | Changement par rapport à l'Assemblée sortante | Sièges au Congrès | Changement depuis 2004 | Changement par rapport au Congrès sortant |
| ----- | ------------------------ | --------------------- | ------ | ----- | -------------------------------- | ---------------------- | --------------------------------------------- | ----------------- | ---------------------- | ----------------------------------------- |
|       | UNI-FLNKS Palika UPM RDO | Paul Néaoutyine       | 6 631  | 30,6  | 9 8 1 0                          | -2 -1 0 -1             | -2 -1 0 -1                                    | 6 0               | -1 0 -1                | -1 0 -1                                   |
|       | Union calédonienne       | Gilbert Tyuienon      | 6 420  | 29,63 | 8                                | +1                     | +1                                            | 5                 | 0                      | 0                                         |
|       | Parti travailliste       | Rock Doui             | 2 593  | 11,97 | 3                                | +3                     | +3                                            | 2                 | +2                     | +2                                        |
|       | Rassemblement-UMP        | Léontine Ponga        | 2 044  | 9,43  | 1                                | -2                     | -2                                            | 1                 | -1                     | -1                                        |
|       | Calédonie ensemble       | Gérard Poadja         | 1 960  | 9,05  | 1                                | +1                     | +1                                            | 1                 | +1                     | +1                                        |
|       | Avenir ensemble          | Éric Babin            | 1 414  | 6,53  | 0                                | -1                     | -1                                            | 0                 | -1                     | -1                                        |
|       | FCCI                     | Léopold Jorédié       | 605    | 2,79  | 0                                | 0                      | 0                                             | 0                 | 0                      | 0                                         |
| Total | Total                    | Total                 | 21 667 | 100   | 22                               |                        |                                               | 15                |                        |                                           |
|       | Indépendantistes         | Indépendantistes      | 16 249 | 74,99 | 20                               | +2                     | +2                                            | 13                | +1                     | +1                                        |
|       | Anti-indépendantistes    | Anti-indépendantistes | 5 418  | 25,01 | 2                                | -2                     | -2                                            | 2                 | -1                     | -1                                        |

### Îles Loyauté

#### Scrutin du 10 mai 2009 annulé
| Parti | Parti                                  | Tête de liste          | Votes  | %     | Sièges à l'Assemblée provinciale | Changement depuis 2004 | Changement par rapport à l'Assemblée sortante | Sièges au Congrès | Changement depuis 2004 | Changement par rapport au Congrès sortant |
| ----- | -------------------------------------- | ---------------------- | ------ | ----- | -------------------------------- | ---------------------- | --------------------------------------------- | ----------------- | ---------------------- | ----------------------------------------- |
|       | Union calédonienne                     | Néko Hnepeune          | 4 827  | 33,71 | 6                                | +2                     | +2                                            | 3                 | +1                     | +1                                        |
|       | UNI-FLNKS Palika UC Renouveau FDIL     | Jacques Lalié          | 3 531  | 24,66 | 4 2 1                            | 0 -1 +1                | -2 0 -1                                       | 2 1 0             | 0                      | -1 0 -1                                   |
|       | Parti travailliste                     | Louis Kotra Uregei     | 2 872  | 20,06 | 2                                | +2                     | +2                                            | 1                 | +1                     | +1                                        |
|       | LKS-Dynamique autochtone               | Nidoïsh Naisseline     | 1 852  | 12,93 | 2                                | 0                      | 0                                             | 1                 | 0                      | 0                                         |
|       | Rassemblement-UMP                      | Michel Luepak          | 554    | 3,87  | 0                                | -2                     | 0                                             | 0                 | -1                     | 0                                         |
|       | LMD                                    | Hnawange Hnawange      | 516    | 3,6   | 0                                | 0                      | -2                                            | 0                 | 0                      | -1                                        |
|       | Avenir ensemble-Calédonie ensemble-RPC | Egomë Bako             | 166    | 1,16  | 0                                | 0                      | 0                                             | 0                 | 0                      | 0                                         |
|       | FCCI                                   | Aucune liste présentée | 0      | 0     | 0                                | -2                     | 0                                             | 0                 | -1                     | 0                                         |
| Total | Total                                  | Total                  | 14 318 | 100   | 14                               |                        |                                               | 7                 |                        |                                           |
|       | Indépendantistes                       | Indépendantistes       | 13 082 | 91,37 | 14                               | +2                     | +2                                            | 7                 | +1                     | +1                                        |
|       | Anti-indépendantistes                  | Anti-indépendantistes  | 1 236  | 8,63  | 0                                | -2                     | -2                                            | 0                 | -1                     | -1                                        |

#### Scrutin partiel du 6 décembre 2009
| Parti | Parti                                                  | Tête de liste         | Votes  | %     | Sièges à l'Assemblée provinciale | Changement depuis mai 2009 | Sièges au Congrès | Changement depuis mai 2009 |
| ----- | ------------------------------------------------------ | --------------------- | ------ | ----- | -------------------------------- | -------------------------- | ----------------- | -------------------------- |
|       | Union calédonienne                                     | Néko Hnepeune         | 4 640  | 33    | 6                                | 0                          | 3                 | 0                          |
|       | Parti travailliste                                     | Louis Kotra Uregei    | 3 295  | 23,44 | 4                                | +2                         | 2                 | +1                         |
|       | LKS-Dynamique autochtone                               | Nidoïsh Naisseline    | 1 975  | 14,05 | 2                                | 0                          | 1                 | 0                          |
|       | Union pour le Renouveau UC Renouveau Palika diss. FDIL | Jacques Lalié         | 1 974  | 14,04 | 2 1 0                            | 0 +1 -1                    | 1 0               | 0                          |
|       | Palika                                                 | Charles Washetine     | 1 216  | 8,65  | 0                                | -2                         | 0                 | -1                         |
|       | « Les Îles pour tous »                                 | Simon Loueckhote      | 960    | 6,83  | 0                                | 0                          | 0                 | 0                          |
| Total | Total                                                  | Total                 | 14 060 | 100   | 14                               |                            | 7                 |                            |
|       | Indépendantistes                                       | Indépendantistes      | 13 100 | 93,17 | 14                               | 0                          | 7                 | 0                          |
|       | Anti-indépendantistes                                  | Anti-indépendantistes | 960    | 6,83  | 0                                | 0                          | 0                 | 0                          |

## Conséquences
Le rapport de force électoral entre partisans et opposants de l'indépendance reste relativement stable par rapport aux précédents scrutins. L'unité du FLNKS dans le Sud permet le retour des indépendantistes dans cette assemblée provinciale, tandis qu'à l'inverse la division des non-indépendantistes voit leur représentation à deux élus dans le Nord et aucun aux Îles. Aucune majorité absolue ne s'est dégagée, et ce dans aucune des quatre institutions. 

### Le «Pacte républicain» du côté non-indépendantiste
Le Rassemblement-UMP redevient la première force politique de la Province Sud et du Congrès, mais il n'obtient pas de majorité avec  respectivement 15 élus sur 40 et 13 sur 54 et obtient un score plus léger que celui obtenu par Jacques Lafleur en 2004. De plus, la liste Calédonie ensemble de Philippe Gomès le talonne de prêt (le Rassemblement de Pierre Frogier obtient 28,54 % des suffrages exprimés contre 23,6 % à la liste Gomès qui gagne ainsi 11 élus à la Province Sud et 10 au Congrès). Enfin, les trois formations opposées au projet de référendum de 2014 et appelant à la négociation d'une sortie consensuelle de l'Accord de Nouméa (Calédonie ensemble de Philippe Gomès, Avenir ensemble-LMD d'Harold Martin, Didier Leroux et Simon Loueckhote et le RPC de Jacques Lafleur) sont nettement majoritaires au sein de l'électorat anti-indépendantiste. 
Si le Rassemblement-UMP et Pierre Frogier sont en situation de force, ils doivent négocier pour convertir leur relative victoire électorale en contrôle des institutions et afin d'éviter une éventuelle alliance « anti-Rassemblement » entre ses adversaires loyalistes. Ainsi, dès le 12 mai 2009, Pierre Frogier reprend l'idée énoncée par Harold Martin peu avant le scrutin et propose un « Rassemblement républicain » qui ferait renaître « l’unité de notre famille, qui veut le maintien de la Nouvelle-Calédonie dans la France » et serait basé sur un « accord de gouvernement » établissant « une ligne commune et claire sur les sujets politiques majeurs que sont les transferts de compétences, les signes identitaires et la protection de l’emploi local ». Philippe Gomès accepte cette alliance, qu'il appelle « plateforme commune » pour éviter une instabilité institutionnelle. Cette coalition va ensuite être surnommée le « pacte républicain », « rassemblement républicain » ou encore « entente républicaine », et va tenir jusqu'en 2011. 
Cela aboutit surtout à un partage des institutions :
- à la Province Sud, Pierre Frogier du Rassemblement-UMP est élu président le 15 mai 2009, avec la quasi-totalité des voix anti-indépendantistes (34 voix sur 40, seuls les 2 élus du RPC n'ont pas voté pour lui pour soutenir la candidature de Jacques Lafleur). Parmi les trois sièges de vice-présidents, deux reviennent à des membres de Calédonie ensemble (la deuxième à Philippe Michel et la troisième à Sonia Lagarde), tandis que la première vice-présidence revient à Éric Gay du Rassemblement-UMP.
- au Congrès, Harold Martin de l'Avenir ensemble redevient le 22 mai 2009 président pour la troisième fois de sa carrière grâce à la totalité des voix anti-indépendantistes, soit 31 suffrages sur 54. Et les différentes formations du « rassemblement républicain » présentent une liste commune pour la constitution du bureau, obtenant 5 des 8 vice-présidences (2 au Rassemblement-UMP, 1 à Calédonie ensemble dont la première pour Léonard Sam, 1 à l'Avenir ensemble et 1 au RPC), 1 des 2 postes de secrétaire (pour la benjamine Rassemblement-UMP Alexandra Pasco) et 1 des 2 questeurs (pour Corine David de l'Avenir ensemble). La présidence de la commission permanente revient à Pierre Bretegnier du Rassemblement-UMP, 5 présidences de commission sur 15 reviennent à Calédonie ensemble, 3 au Rassemblement-UMP et 1 à l'Avenir ensemble.
- pour l'élection du gouvernement le 5 juin 2009, une liste commune est présentée par toutes les formations anti-indépendantistes sauf le RPC. Elle obtient 29 voix sur 54 et 7 des 11 sièges à pourvoir. Philippe Gomès de Calédonie ensemble, qui la menait, est élu le jour même président de l'exécutif à l'unanimité de ses membres. Les six autres membres non-indépendantistes du gouvernement se répartissent entre 3 Rassemblement-UMP (Bernard Deladrière, Sonia Backès et Jean-Claude Briault), 2 autres Calédonie ensemble (Philippe Germain et Philippe Dunoyer) et 1 LMD (Simon Loueckhote).

### Un retour des divisions dans le camp indépendantiste
À l'inverse, l'issue du scrutin fait se rouvrir les tensions entre les deux tendances du FLNKS, l'UNI de Paul Néaoutyine et l'UC de Charles Pidjot. La rivalité refait surface lors de la désignation des exécutifs des deux provinces indépendantistes le 15 juin 2009 :
- dans le Nord, Paul Néaoutyine est arrivé en tête une nouvelle fois mais avec une majorité plus fragile (9 élus sur 22) que dans l'assemblée sortante où il avait pratiquement la majorité absolue (11 sièges). L'UNI n'a obtenu cette fois que 211 votes, 0,97 points et 1 siège de plus que l'UC. L'UC arrive de plus en tête dans 8 des 17 communes de la Province, contre 6 pour l'UNI (en 2004, ce rapport de force était inversé, avec respectivement 7 et 8 communes). Fort de ce résultat et l'interprétant comme une « aspiration au changement », Gilbert Tyuienon, soutenu par la direction de son parti, décide de porter sa candidature à la présidence de l'Assemblée de la Province Nord contre Paul Néaoutyine, allant à l'encontre d'un accord passé entre les différentes composantes du FLNKS avant le scrutin (selon lequel les candidats des listes arrivées en tête devaient être les seuls candidats du front pour prendre la tête des exécutifs provinciaux)[90]. Si le ralliement à la candidature de Gilbert Tyuienon par les trois élus du Parti travailliste est un temps envisagé, ceux-ci décident finalement de voter blanc et Paul Néaoutyine est reconduit à la majorité relative au troisième tour de scrutin, par 10 voix (un des deux élus anti-indépendantistes a voté pour lui) contre 8 et 4 bulletins blancs. Mais lors du choix des trois vice-présidents, les travaillistes soutiennent cette fois les candidats de l'UC et Gilbert Tyuienon devient le nouveau 1er vice-président de l'Assemblée de la Province Nord contre Jean-Pierre Djaïwé qui doit se contenter de la 2e vice-présidence. Un autre membre de l'UC, Cézelin Tchoeaoua, est porté à la 3e vice-présidence contre Victor Tutugoro de l'UNI[91].
- aux Îles Loyauté, le président UC sortant, Néko Hnepeune, dispose d'une majorité relative plus importante que précédemment (6 élus sur 14, contre 4 auparavant). Il se fait réélire à la présidence provinciale en s'alliant au LKS, dont le dirigeant Nidoïsh Naisseline retrouve en échange la 2e vice-présidence qu'il occupait déjà depuis 2004. Les deux autres vice-présidences reviennent à des militantes de l'UC : Jacqueline Deteix pour la 1re et Christine Cica pour la 3e. Les 4 élus de la liste UNI (menée par une personnalité extérieure du FLNKS, Jacques Lalié d'UC Renouveau), dont 2 Palika, 1 UC Renouveau et 1 FDIL, se retrouvent dans l'opposition provinciale et n'obtiennent donc aucun poste d'importance, alors que, encore une fois avant l'élection, les membres du Front indépendantiste avaient décidé que « pour renforcer la démarche unitaire au Congrès et au gouvernement, il est demandé à la liste qui aura à présider la province, de partager l'exécutif et les présidences des commissions, avec l'autre liste du Front »[92].

Le souci d'unité permet néanmoins des candidatures communes le 22 mai 2009 à la présidence du Congrès (Rock Wamytan de l'UC, qui a obtenu 20 voix, soit les 18 du FLNKS et les votes de l'UC Renouveau et du LKS) et pour la désignation du bureau de cette assemblée (3 vice-présidences sur 8, dont 2 à l'UC et 1 au Palika, 1 poste de secrétaire pour Nadia Heo du Palika et 1 de questeur pour Nidoïsh Naisseline du LKS). La vice-présidence de la commission permanente revient à Sylvain Pabouty du Palika, et sur les 15 présidences de commission 6 reviennent à des indépendantistes dont 2 à l'UC, 2 au Palika, 1 pour l'UC Renouveau et 1 pour le LKS.    
Mais, estimant que « dans ces conditions-là [...] le mot d'ordre du FLNKS a été piétiné », le Palika décide dès le 28 mai 2009 de constituer un groupe UNI de 8 membres (7 Palika sur 8 et 1 UC Renouveau) présidé par le maire de Koné Joseph Goromido puis par Jean-Pierre Djaïwé, tandis que l'UC ainsi que les membres de la liste unitaire du Sud (dont Sylvain Pabouty) en créent un autre, baptisé « FLNKS », de 11 membres (9 UC, 1 RDO et 1 Palika) sous la direction de Rock Wamytan. Ils présentent de même deux listes concurrentes pour l'élection du gouvernement le 5 juin suivant : la liste « FLNKS » de tendance UC, emmenée par Jean-Louis d'Anglebermes (et comprenant, sur 14 candidats, 7 de l'UC, dont les 3 premiers, 4 Palika dissidents, 2 RDO et 1 LKS) gagne 13 voix (les 11 du groupe FLNKS, l'unique vote du LKS et 1 des 2 du RPC qui souhaite faire élire Yann Devillers, un ancien de ce parti passé à l'UC) et 3 élus sur 11 (tous trois de l'UC : Jean-Louis d'Anglebermes, Pierre Ngaiohni et Yann Devillers) ; la liste UNI, une nouvelle fois menée par Déwé Gorodey (11 Palika, 1 UC Renouveau, 1 UPM et 1 FDIL) n'obtient que les 8 voix de son groupe et 1 siège sur 11 pour Déwé Gorodey. Celle-ci perd le 15 juin la vice-présidence de l'institution, qu'elle détenait depuis 2001, au profit de l'UC Pierre Ngaiohni. 
Le parti de Paul Néaoutyine a donc perdu la place dominante qu'il détenait depuis 2004 au sein de la famille indépendantiste, et cette situation se renforce par la suite. En effet, le scrutin partiel dans les Îles Loyauté le 6 décembre 2009 entraîne la rupture de l'alliance de la liste UNI de mai. Le Palika décide cette fois de partir seul sous la conduite de Charles Washetine, poussant ses deux anciens alliés (l'UC Renouveau et le FDIL) à rompre avec lui et à former la liste « Union pour le Renouveau » (UNR) tirée par Jacques Lalié avec le soutien de la section Palika d'Ouvéa. Finalement, la liste Washetine n'arrive qu'en cinquième position sur six avec 1 216 voix (8,65 % des suffrages exprimés) et n'obtient aucun élu, provoquant ainsi le seul bouleversement au sein de la nouvelle assemblée (c'est le Parti travailliste qui bénéficie de cette défaite, en doublant leur représentation). Il reste toutefois un membre Palika à l'Assemblée de la Province en la personne d'Éliane Waitronyie Caihé, n°2 sur la liste UNR, qui devient la nouvelle 3e vice-présidente de l'exécutif (le président et les deux autres vice-présidents restent inchangés). Ce parti n'a toutefois plus d'élu au Congrès venant des Îles Loyauté et Jacques Lalié a rejoint le groupe FLNKS. Ainsi, le groupe UNI n'est plus, à partir de cette date, constitué que de 6 membres (soit le minimum pour pouvoir constituer un groupe politique), tous membres du Palika et élus de la Province Nord, contre 12 pour celui du FLNKS. Ces derniers se rapprochent rapidement au fil des mois des 4 élus du Parti travailliste.